# Átalo de Rodas
Átalo de Rodas  (en griego: Άτταλος ο Ρόδιος) fue un  gramático, astrónomo, y matemático griego, que vivió en la ciudad de Rodas en el segundo siglo antes de Cristo, y fue contemporáneo de Hiparco de Nicea. Se conoce por haber escrito un comentario a los Phaenomena de Arato. A pesar de ello gran parte de su trabajo se ha perdido, Hiparco le cita en algunas ocasiones en el  Comentario sobre los Phaenomena de Eudoxus y Aratus. Átalo paraece defender las tesis de Arato y Eudoxo contra las corrientes críticas de los astrónomos y matemáticos contemporáneos.